# Parc central des loisirs et de la culture
Le  parc central des loisirs et de la culture est un parc naturel situé rue Soumska à Kharkiv, en Ukraine.
Le parc a été créé au XIXe siècle ; en 1899 la décision de doubler sa superficie fut prise pour le centenaire de la naissance de Pouchkine. Il fut rebaptisé Maxime-Gorki deux années après la mort du romancier et en 1940 un train miniature pour enfants y fut installé. En 2012, le parc a été entièrement reconstruit.
Le 13 juin 2023, le parc a été rebaptisé parc central des loisirs et de la culture. L'ancien nom est le parc central de la culture et des loisirs du nom de Maxim Gorky.
Le parc est endommagé lors de l'invasion de l'Ukraine de 2022.

## Galerie d'images

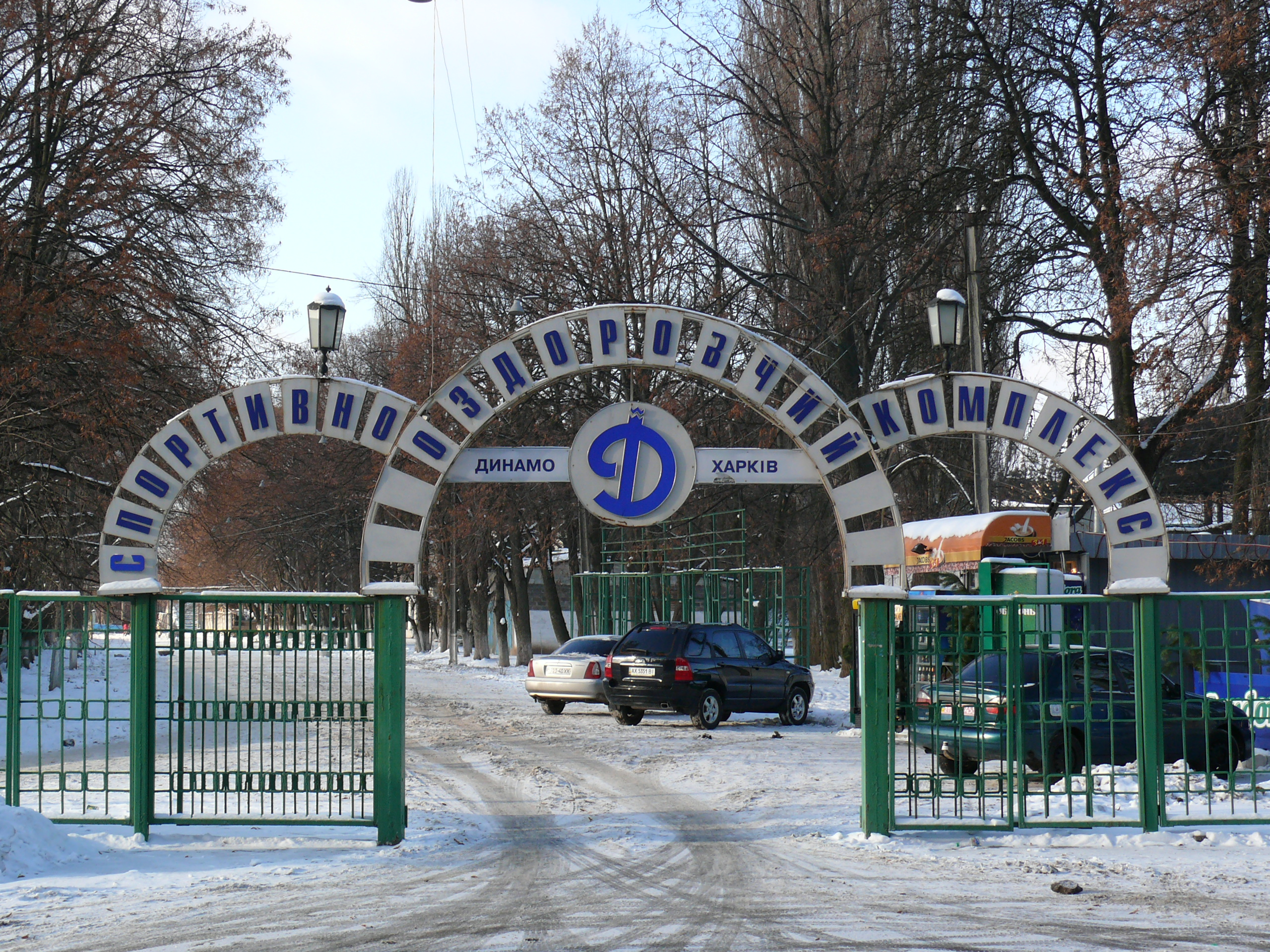
Stade du Dynamo
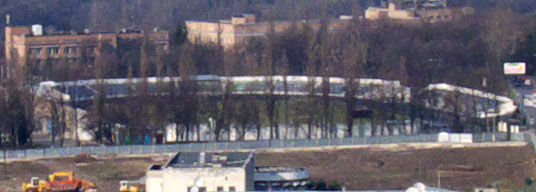
de haut
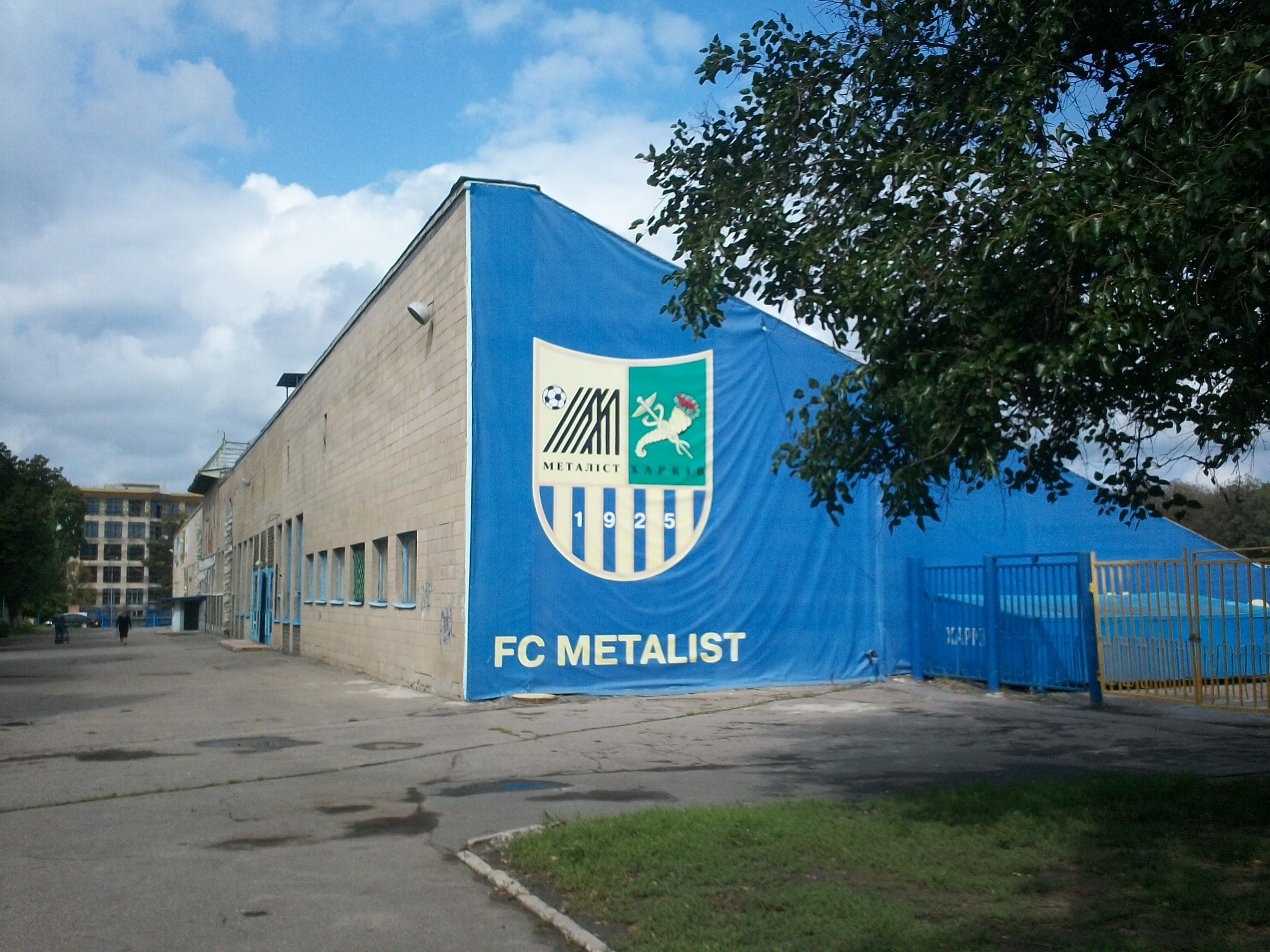
et son blason.
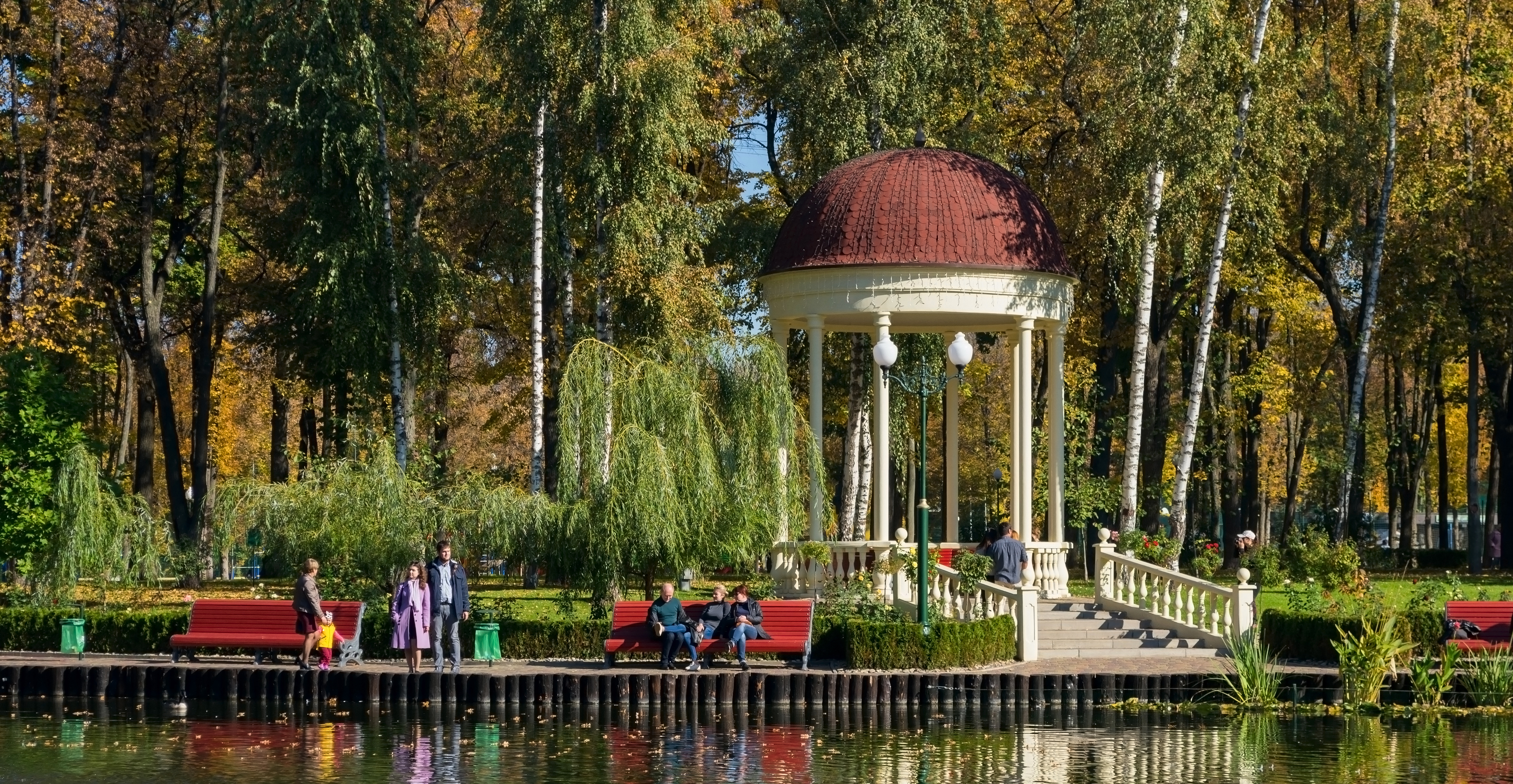
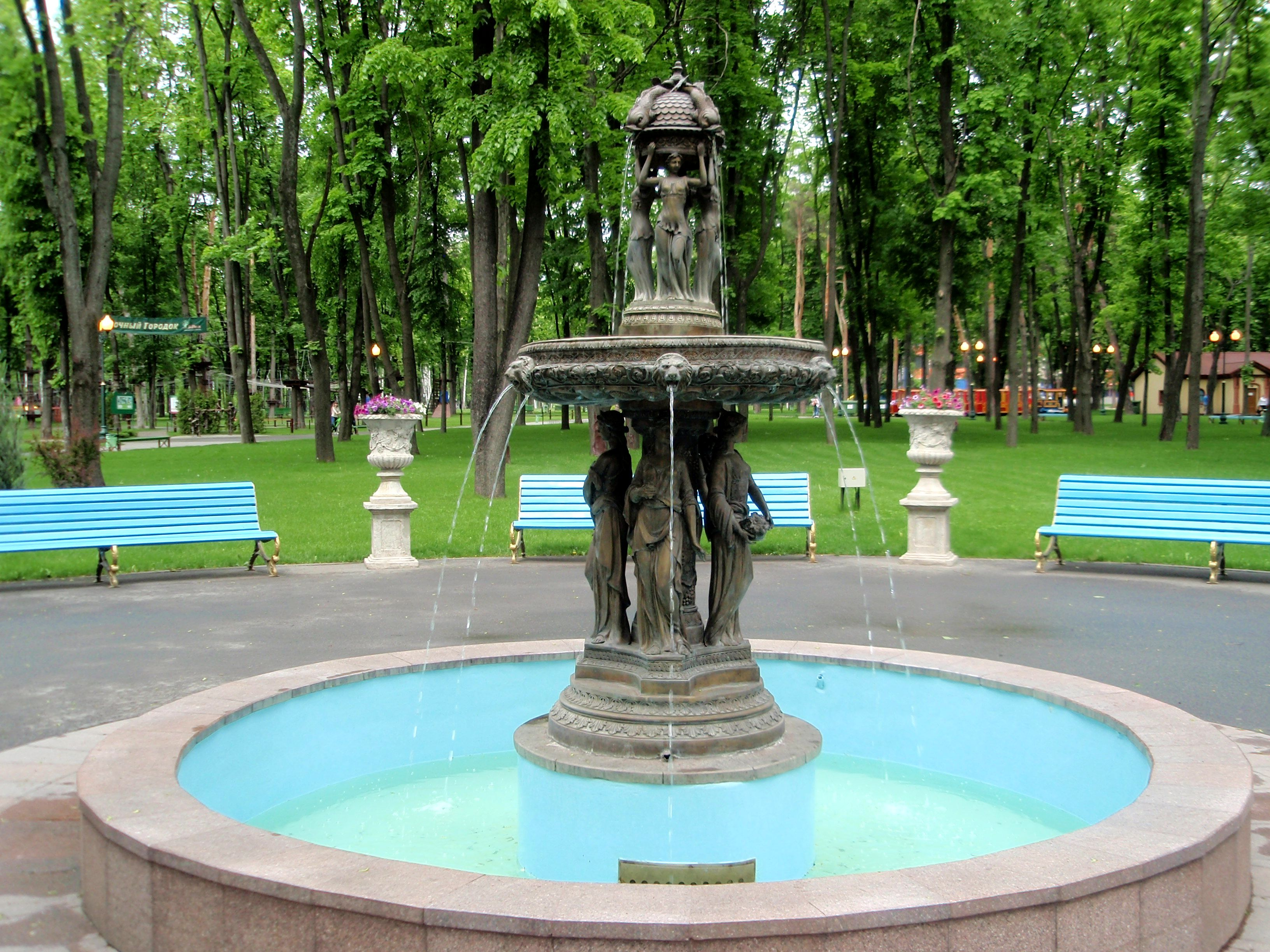
une fontaine,
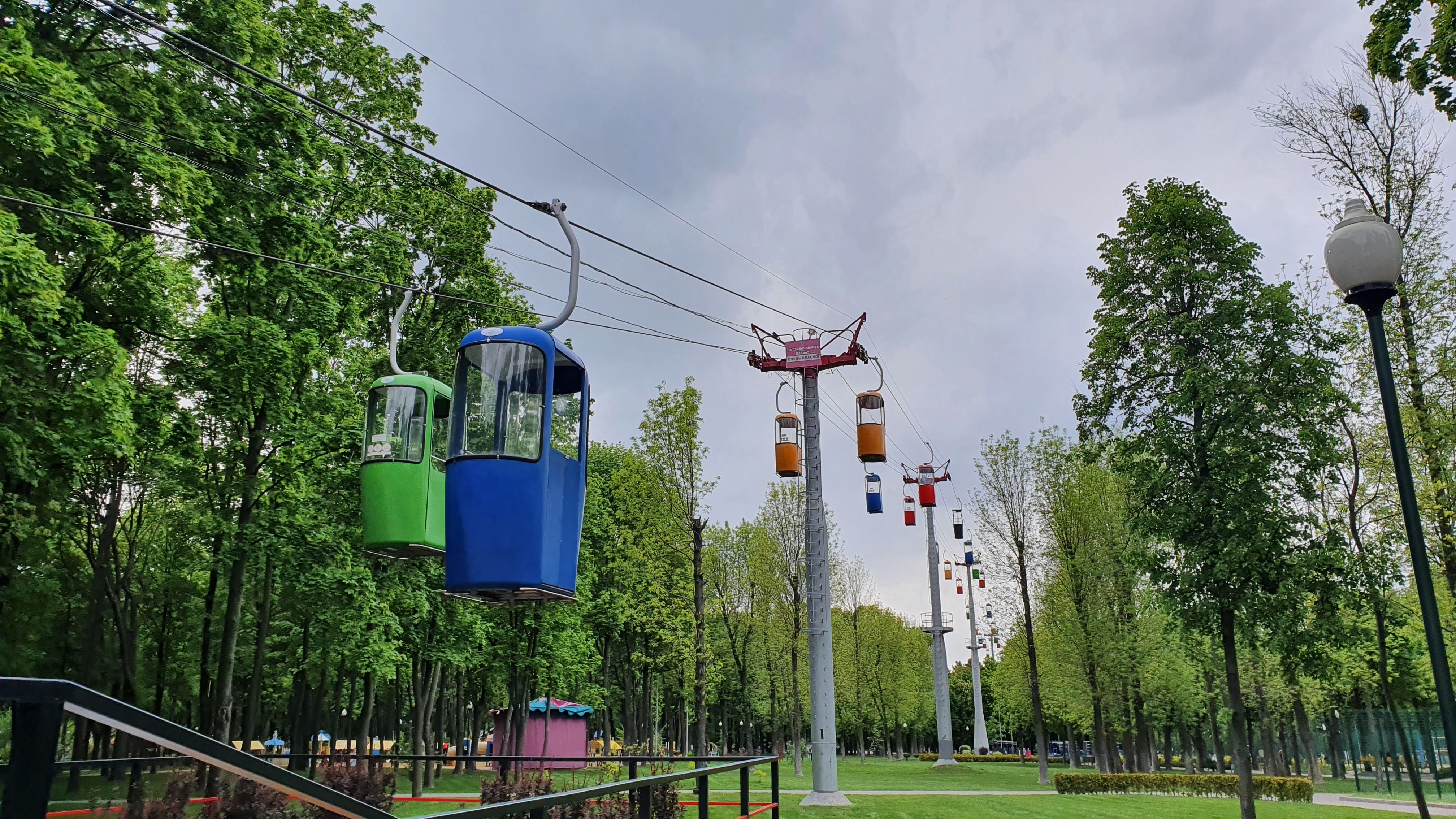
télécabine,
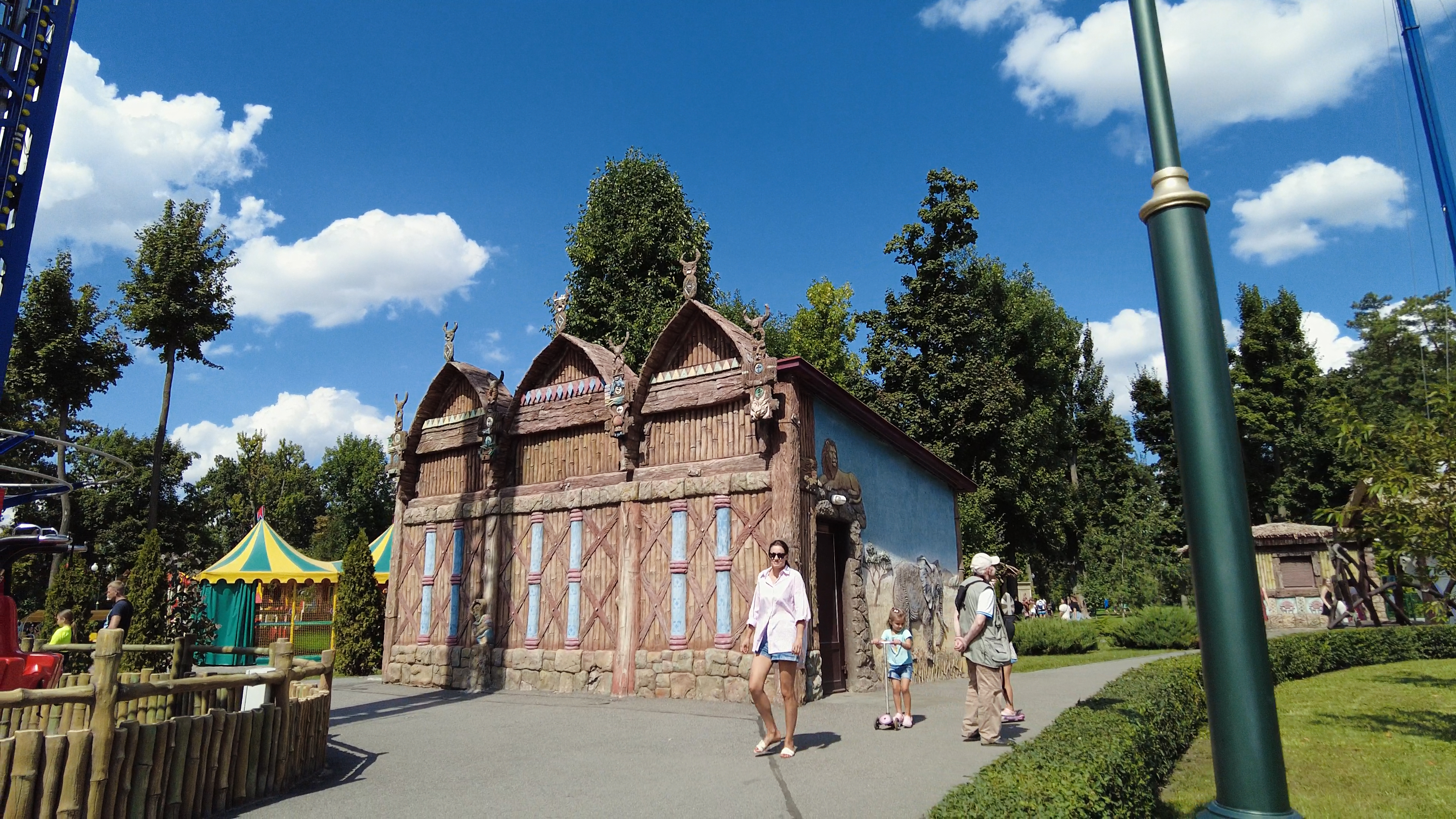
parc Gorkoro classé[1].
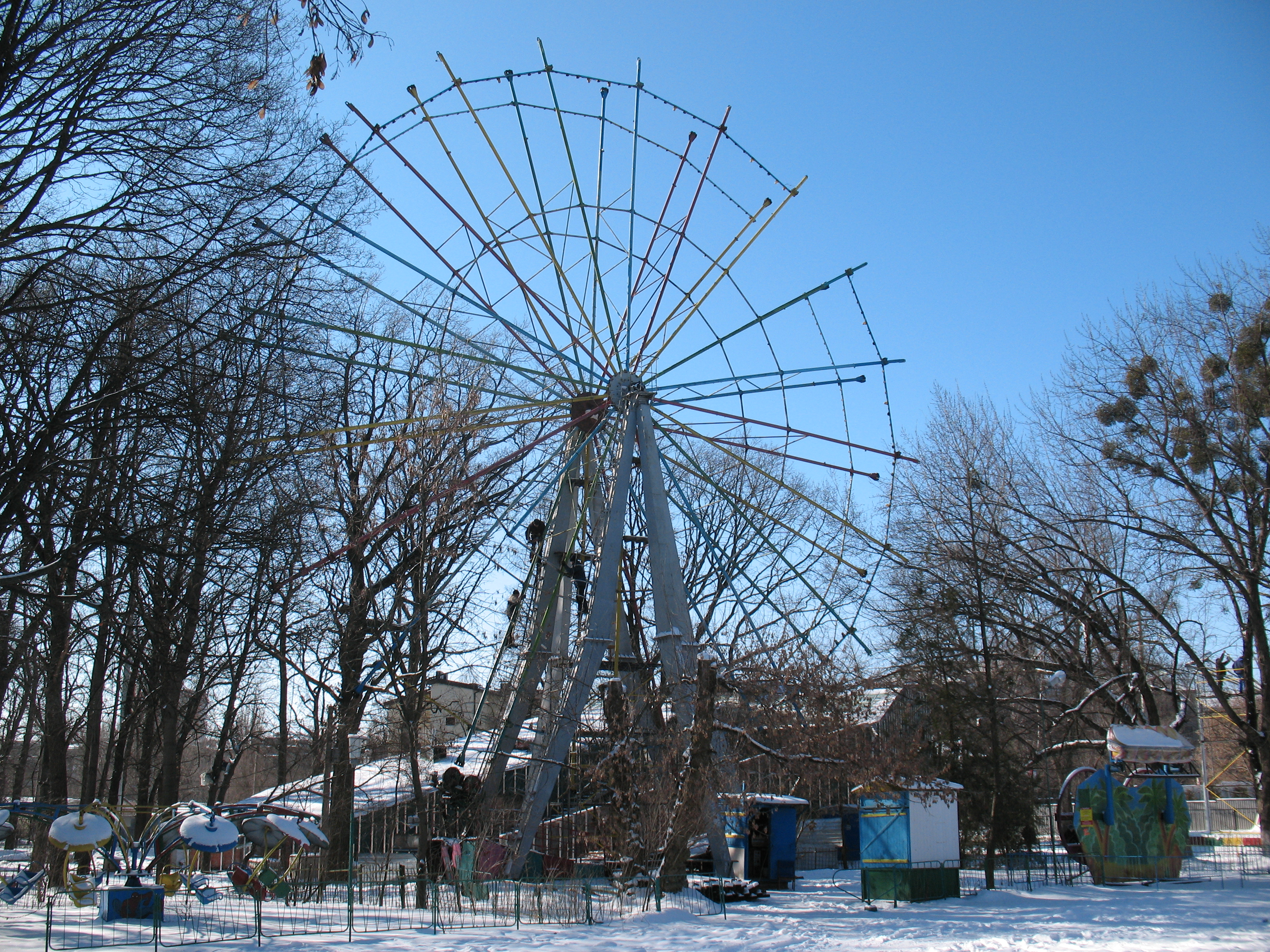
Avant sa reconstruction
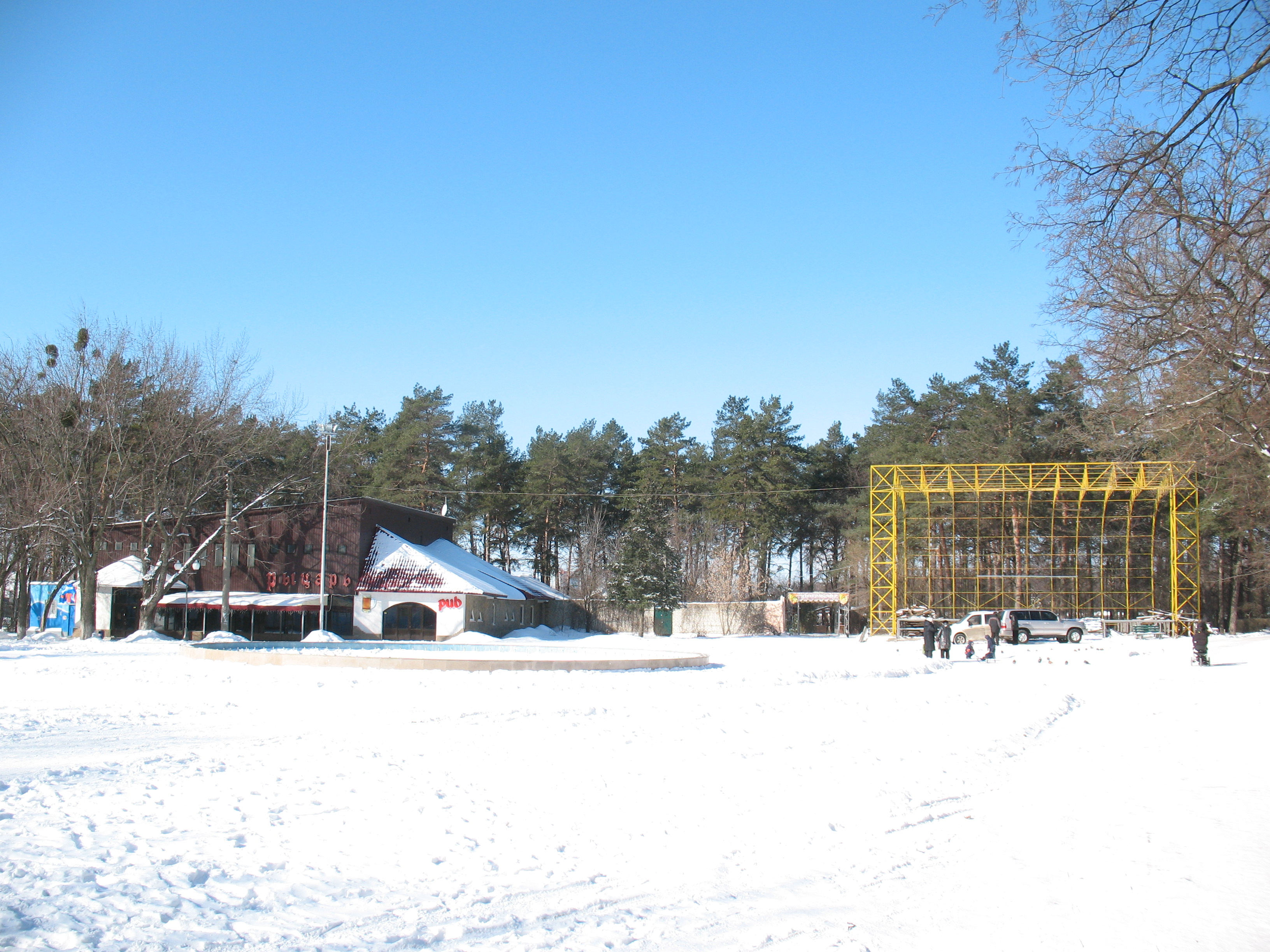
ici en 2011.
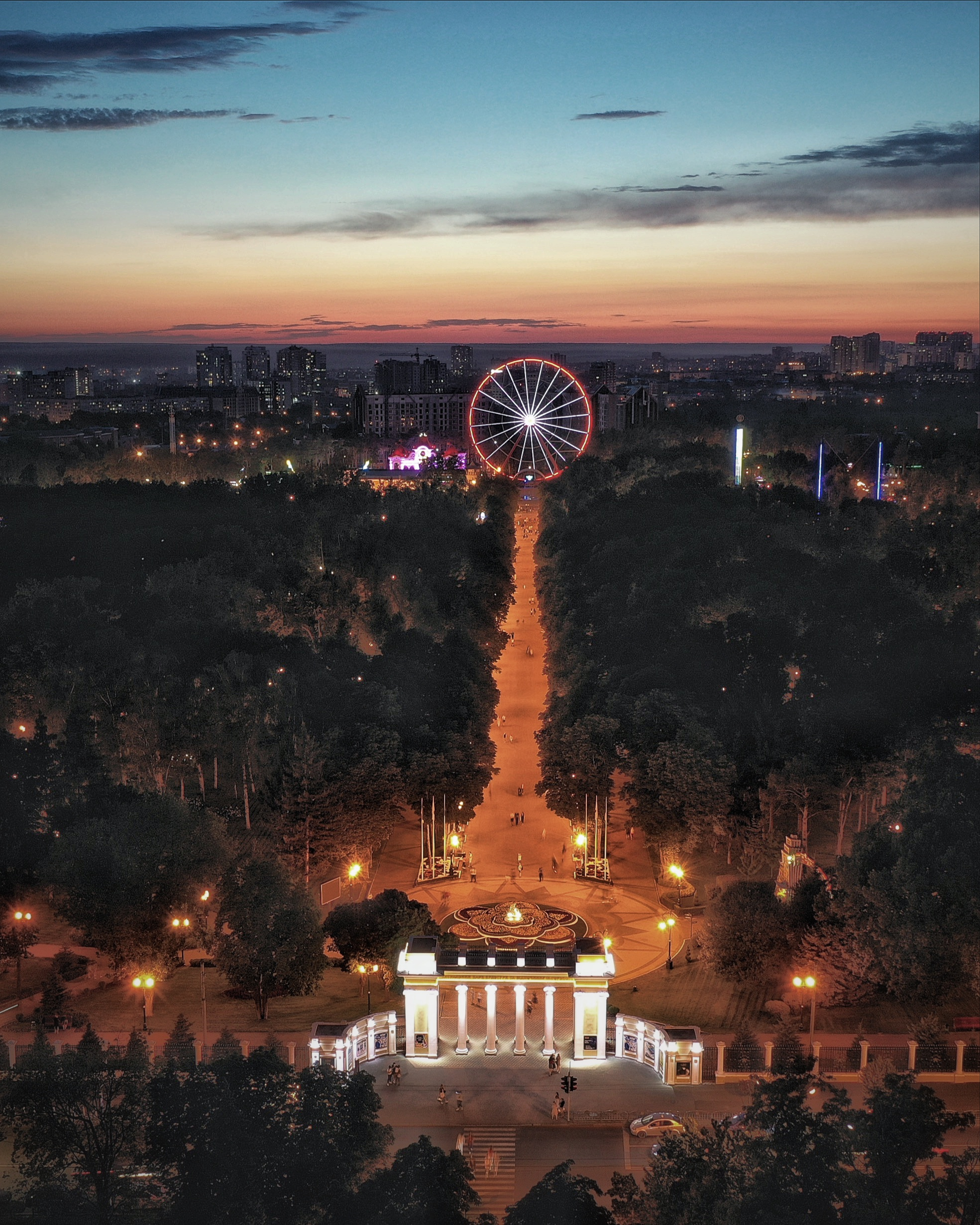
de la grande roue à la colonnade.